# Port lotniczy Ad-Dabba
Port lotniczy Ad-Dabba (IATA: EDB, ICAO: HSDB) – port lotniczy położony w Ad-Dabba, w Sudanie (stan Asz-Szamalija).